# Спас-Угли
Спас-Угли (рос. Спас-Углы) — село в Духовщинському районі Смоленської області Росії. Входить до складу Третьяковського сільського поселення.
Населення — 197 осіб (2007).

## Розташування
Розташоване в північній частині області при річці Царевич за 15 км на північний схід від міста Духовщина. За 30 км на захід від села проходить автошлях Р 136 Смоленськ-Нелідово. За 30 км на південний захід від села знаходиться залізнична станція Ярцево на лінії Москва—Мінськ.

## Історія
За даними на 1859 рік у казенному селі Духовщинського повіту Смоленської губернії мешкало 82 особи (48 чоловічої статі та 44 — жіночої), налічувалось 17 дворових господарств, існувала православна церква, відбувалось 2 ярмарки на рік.
Станом на 1885 рік у колишньому власницькому селі Зіміцької волості мешкало 66 осіб, налічувалось 8 дворових господарства, існувала православна церква.
У роки Німецько-радянської війни село окуповано гітлерівськими військами у липні 1941 року, звільнено у вересні 1943 року.